# Резвый, Дмитрий Петрович
Дмитрий Петрович Резвый (1762 – 1823) — российский командир эпохи наполеоновских войн, генерал-майор Русской императорской армии, шурин временщика Кутайсова, устроитель усадьбы Мариенгоф.

## Биография
Сын Петра Терентьевича и внук Терентия Резвого; родился в 1762 г. и получил, видимо, основательное домашнее образование. Поступив в военную службу фурьером в 1781 г., он 25-го декабря 1785 г. произведен был в сержанты в л.-гв. Артиллерийском полку, а в 1786 г., 12 мая, произведен был в прапорщики и назначен, вследствие знания иностранных языков, переводчиком в штат генерал-аншефа И. И. Меллера, при нём состоял адъютантом и по производстве своем, 24-го мая 1788 г., в капитаны.

В 1788 году участвовал в штурме Очакова, в 1789 году был при занятии Аккермана и Бендер, в 1791 году — при взятии Мачина; в Польской кампании 1794 года он принимал участие в сражениях при Крупчицах, Бресте, Кобылке и 1 января 1795 года награждён орденом Святого Георгия 4-го класса 
Во всемилостивейшем уважении на усердную службу и отличное мужество, оказанное 24-го октября при взятии приступом сильно укрепленного Варшавского предместия, именуемого Прага, где он исправным действием орудий принудил неприятельские батареи замолчать и городу нанёс большой страх.
28 июля 1796 г. произведённый в майоры 2 Канонерского полка, он 24-го декабря того же года произведен был уже в чин подполковника в Шлиссельбургский пехотный полк, а 12-го августа 1798 г. произведенный в полковники, переведен был в батальон генерала Челищева и затем отправился вместе с Суворовым в Швейцарский поход, где состоял в корпусе генерала от инфантерии Розенберга, в дивизии генерал-лейтенанта Ферстера, начальствуя над полевой артиллерией; после неудачного, но все же славного сражения при Цюрихе и Шлахе, он вместе с А. М. Римским-Корсаковым совершил знаменитое отступление перед во много раз превосходящими силами генерала Массены.
Наградами Резвому за Швейцарский поход были чин генерал-майора (15 октября 1799 года), назначение шефом батальона своего имени во 2-м Артиллерийском полку (13 сентября 1800 г.) и рескрипт Императора Павла I (4 декабря 1800 года) с пожалованием его в почетные командоры ордена св. Иоанна Иерусалимского.
В 1801 году (27 августа) Резвой назначен шефом 3-го Артиллерийского, а затем (23-го сентября) 4-го батальонов на место генерала-майора Берха, а в 1803 г., июля 18-го, при преобразовании батальонов в полки, — шефом 2-го Артиллерийского полка.

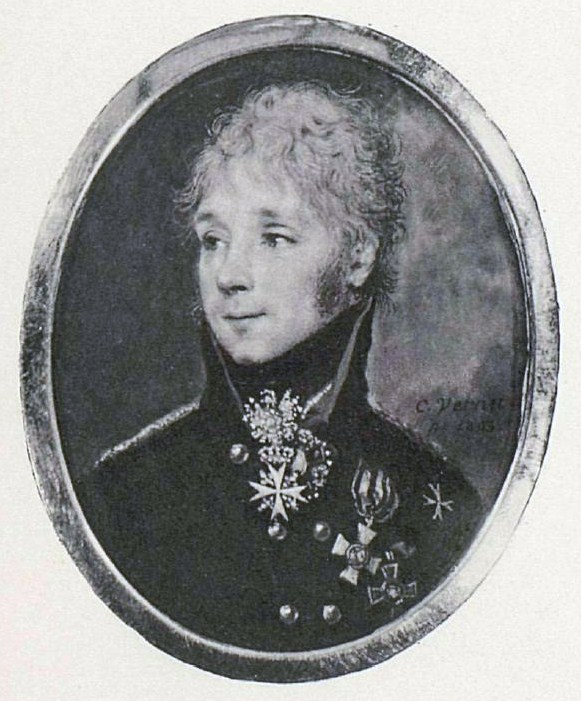
Миниатюрный портрет работы Карла Верне.

В следующие года, когда производилось преобразование полевой артиллерии, Д. П. Резвой принял самое деятельное участие в этой работе. 18-го ноября 1803 года Аракчеев писал ему: «Имея в вас себе хорошим помощником, поставляю себе за удовольствие с вами и рассуждать о делах, до артиллерии касающихся». Несмотря, однако, на этот отзыв, Аракчеев вскоре сделался личным врагом Резвого и жестоко мстил ему. За участие в преобразовании нашей пешей артиллерии Резвой был награждён Высочайшим рескриптом и орденом св. Анны 2-го класса с алмазами, а 1-го июня 1805 года была подписана грамота на дворянство Резвого.

Участие его во второй войне против Наполеона выразилось в сражениях при Янкове, Ландсберге, Вольфсдорфе, Гуттштадте, Гейльсберге и Фридланде; за последние два сражения Резвой получил украшенную алмазами шпагу. Но особенное участие принимал он в сражении под Прейсиш-Эйлау (награда — Аннинская звезда): в этом сражении он командовал всей артиллерией, благодаря которой битва не кончилась для русских поражением. В этом сражении Резвой был ранен в первый раз. Вторая рана была получена им в Турецкую кампанию 1806—1812 г., 25 июля 1810 года награждён орденом Св. Георгия 3-го кл. № 206 
В награду за отличие и храбрость, оказанные в сражении против турецких войск 10-го октября 1809 года при м. Татарицы.
В Отечественную войну 1812 г. Резвому предстояла крупная роль, если бы не ненависть к нему Аракчеева. 5 июля 1814 года главнокомандующим графом Беннигсеном было отдано в приказе по армии Высочайшее повеление о пожаловании генерал-майора Д. П. Резвого в генерал-лейтенанты, но приказ не был утвержден Аракчеевым даже при выходе Резвого в отставку 17 декабря 1815 года. Резвой, несмотря на то, что он прослужил в чине генерал-майора полные пятнадцать лет, был уволен без производства.
По выходе в отставку Резвой до своей смерти — 19 января 1823 года — жил или в Петербурге, в доме на Шпалерной или в своём имении «Мариенгоф» Ямбургского уезда.
В 1803 году Д. П. Резвой женился на дочери майора Василия Осиповича Налетова — Надежде Васильевне (1780—1845), вышедшей за Резвого вторым браком, от которого были сын Модест и дочь Вера, замужем за известным художником-любителем А. П. Сапожниковым (1795—1855).
Д. П. Резвой был погребен в Петербурге, на кладбище Фарфорового завода; могила уничтожена.